# Андреас Юганссон (футболіст, 1982)
Андреас Юганссон (швед. Andreas Johansson, нар. 10 березня 1982, Гальмстад, Швеція) — шведський футболіст, центральний захисник клубу «Гальмстад».

## Ігрова кар'єра

### Клубна

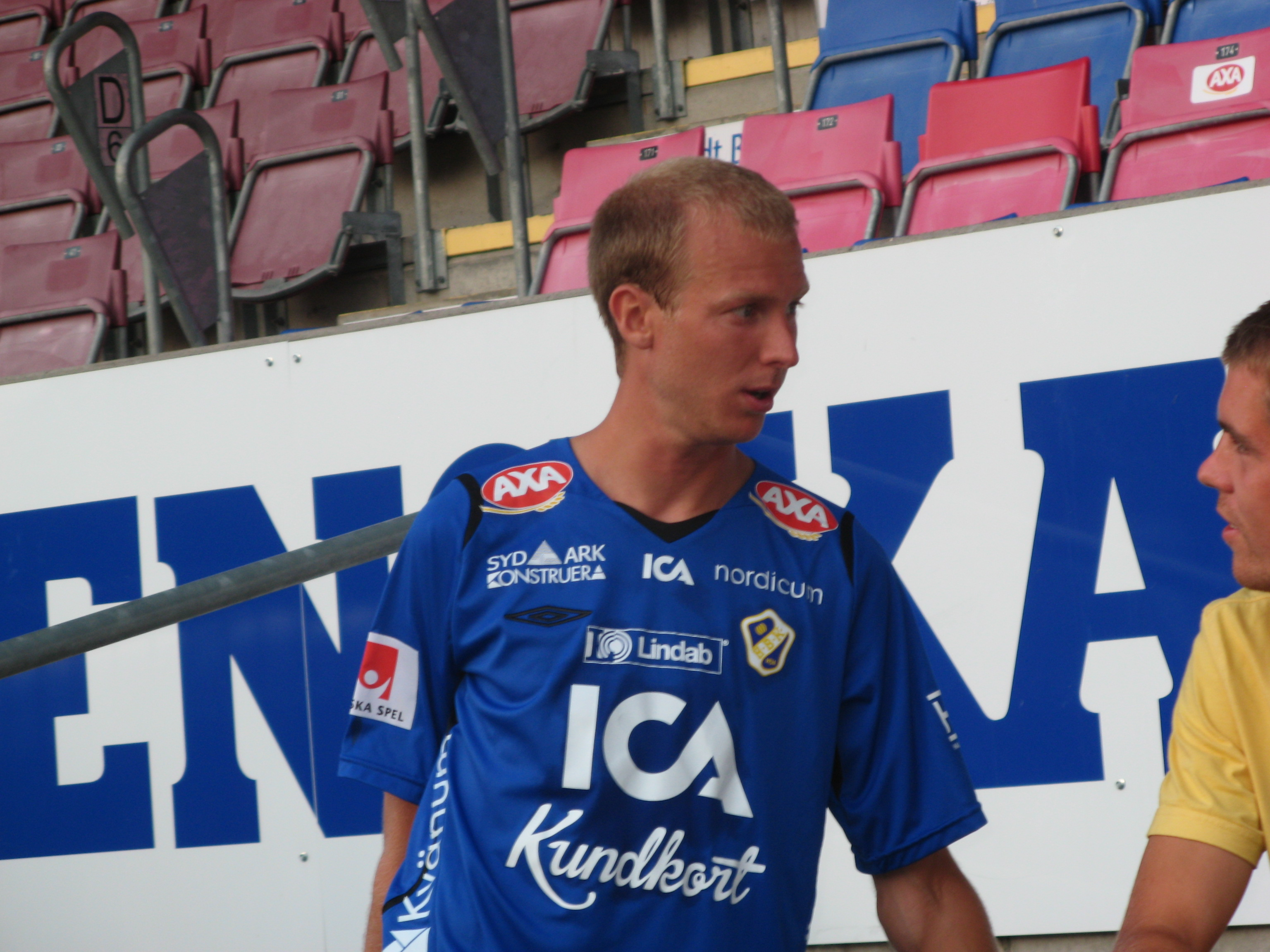
Андреас Юганссон у складі «Гальмстада» 2008 рік.

Андреас Юганссон народився у місті Гальмстад і з п'ятнадцяти років почав займатися в академії місцевого клубу «Гальмстад». У 2002 році футболіст дебютував у першій команді і швидко зарекомендував себе як гравець основи. За сім сезонів перебування в клубі найбільшим успіхом для Юганссона стало друге місце в чемпіонаті 2004 року.
Влітку 2009 року Юганссон перебрався до Німеччини, де приєднався до клубу Бундесліги «Бохум». Але вже в першому сезоні «Бохум» вилетів до Другої Бундесліги.
У січні 2012 року Юганссон повернувся до Швеції, де підписав трирічний контракт з клубом «Норрчепінг». Пізніше термін дії контракту було продовжено. З «Норрчепінгом» Андреас ставав чемпіоном Швеції та вигравав Суперкубок країни.
У 2019 році після завершення контракту Андреас Юганссон повернувся до свого рідного клубу «Гальмстад».

### Збірна
У 2009 році Андреас Юганссон провів свою єдину в кар'єрі гру у складі національної збірної Швеції.

## Титули
Норрчепінг
 Чемпіон Швеції: 2015
 Переможець Суперкубка Швеції: 2015
Особисті досягнення
- Найцінніший гравець року Аллсвенскан: 2016[5]
- Захисник року Аллсвенскан: 2016[5]